# Vidstrup Station
Vidstrup Station er en dansk jernbanestation i landsbyen Vidstrup nord for Hjørring i Vendsyssel. Stationen ligger på Hirtshalsbanen mellem Vellingshøj Station og Tornby Station.